# 劊樂時光
《劊樂時光》（英語：It's a Wonderful Knife）是一部2023年聖誕喜劇恐怖電影，由邁克爾·甘迺迪編劇，泰勒·馬克林泰爾執導，珍·維多普、喬爾·麥克哈爾、凱瑟琳·伊莎貝爾和賈斯汀·隆主演。
這部電影改編自聖誕節經典電影《風雲人物》。不过，并不是主角意識到自己以前的善行，而是温妮發現自己在小鎮上阻止了许多人的死亡。

## 剧情
一年前的聖誕夜，温妮·卡拉瑟斯從一名精神病殺手手中拯救了她的小鎮——田園詩般的安赫尔瀑布，但在她许愿自己從未出生过之後，她发现自己身处另一个宇宙，在这个宇宙中，她并不存在，因此凶手得以逍遥法外。

## 制作
本片由Divide/Conquer和賽斯·卡普蘭與Fourth Culture Films共同製作。在拍攝電影之前，邁克爾·甘迺迪談到了他對珍·維多普在電視劇《黃蜂》中的表演的欽佩。他還討論了賈斯汀·隆在片中飾演的鎮長，以及他如何為這個角色營造「嬰兒潮老人的媚俗」。主体拍摄於2023年3月20日至4月14日在溫哥華進行。

## 发行
《劊樂時光》於2023年10月8日在洛杉磯Beyond Fest舉行全球首映。RLJE Films於2023年11月10日在美國923家影院上映。

## 反响
根据評論匯總网站爛番茄汇总的40篇评论文章，58%的评论家给予该作正面评价，平均打分为5.8分（满分10分）。在Metacritic上，根據7位影評人給予60分（滿分100分），這部電影獲得了「評價褒貶不一或一般」。